# Agence Ecofin
L’Agence Ecofin est une agence d’informations spécialisées dans la gestion publique et l'économie africaine.

## Historique
L’Agence Ecofin a été fondée en 2010 à Genève pour répondre à un besoin croissant d’informations sectorielles et spécialisées sur les économies africaines. Le site Internet de l'agence a été lancé en juin 2011[source secondaire souhaitée].

## Activités
L’Agence Ecofin présente, sur une plateforme web, plusieurs fils quotidiens d’actualité sur des secteurs économiques stratégiques pour le continent africain : Gestion publique, Finance, Agriculture et Agro-industrie, Énergies, Mines, Transports, Tech et Télécom, Communication, Formation, etc.[source secondaire souhaitée].

## Rédaction
La rédaction compte 43 journalistes dont cinq secrétaires de rédaction[Quand ?]. Le directeur des rédactions est le journaliste financier camerounais Idriss Linge qui a reçu en 2018, Citi Journalism Award of Excellence (Citigroup).  
L'agence compte également une équipe de community managers et de spécialistes multimédia (vidéo, infographie, illustration), des commerciaux et des informaticiens. Elle dispose de bureaux à Yaoundé, Cotonou, Lomé, Abidjan, Dakar et Antananarivo. 
Au total l'équipe comprend 62 personnes (3 à Genève et 43 en Afrique). 
Les dépêches de l’Agence Ecofin sont reprises gratuitement par de nombreux médias, numériques et papier, des 23 pays africains francophones,,,,,,,,,,,,.

## Audience
L'audience de Agence Ecofin se répartit entre sa plateforme web (5 millions de visites par mois), ses lettres quotidiennes sectorielles (66 000 abonnés) et ses pages de réseaux sociaux : Facebook (566 000 followers), LinkedIn (100 000 followers), X (80 000 followers), etc.[Quand ?][réf. nécessaire]

## Mediamania
L’Agence Ecofin est gérée par la société familiale genevoise Mediamania qui opère également pour le compte d'éditeurs tiers plusieurs sites africains spécialisés sur la gestion publique et l'économie, parmi lesquels Investir au Cameroun, Business In Cameroon, StopBlaBlaCam, Togo First, République Togolaise, Le Nouveau Gabon ou encore WeAreTech.Africa, en partenariat avec le groupe Orange. Mediamania appartient à Benjamin, Jérémie et Dominique Flaux.  